# 4-吡啶乙酸
4-吡啶乙酸是一种有机化合物，化学式为C7H7NO2，它是三种吡啶乙酸的同分异构体之一。

## 合成与反应
4-吡啶乙酸可由4-甲基吡啶和钠在液氨中反应，再与二氧化碳反应后酸化制得。
它和乙醇在硫酸催化下回流，可以得到4-吡啶乙酸乙酯。